# سلجوق شاهين
سلجوق شاهين (بالتركية: Selçuk Şahin)‏، لاعب كرة قدم تركي مسلم الديانة، من مواليد 31 يناير من العام 1981 ميلادي، لعب لنادي (فنربخشة - تركيا)، طوله 189 سم وهو أخ اللاعب نوري شاهين لاعب نادي ريال مدريد السابق

## أصابته
اصيب اللاعب سلجوق شاهين في مباره فريقه فنربخشة التركي وفريق بنفيكا البرتغالي في الدقيقة 57 قبل ان يتم نقله للمستشفى على وجه السرعة لتلقي العلاجات الضرورية
لم يتوفَ واكد الفريق الطبى لفريقه انه اجتاز مرحلة الخطورة

## روابط خارجية
- سلجوق شاهين على موقع الاتحاد الدولي (مؤرشف)  (الإنجليزية)
- سلجوق شاهين على موقع اتحاد تركيا (لاعب) (الإنجليزية)
- سلجوق شاهين على موقع قاعدة بيانات كرة القدم.إي يو (الإنجليزية)
- سلجوق شاهين على موقع ناشيونال فوتبول تيمز (الإنجليزية)
- سلجوق شاهين على موقع Soccerway.com (الإنجليزية)
- سلجوق شاهين على موقع عالم كرة القدم.نت (الإنجليزية)
- سلجوق شاهين على موقع AS.com (الإسبانية)